# 笹谷站
笹谷站（日语：／ Sasaya eki */?）是位於福島縣福島市笹谷，屬於福島交通的飯坂線車站。

## 歷史
- 1924年（大正13年）4月13日 - 福島飯坂電氣軌道（後來為飯坂電車）前谷地站啟用。
- 1925年（大正14年）2月10日[1] - 車站改名為笹谷站。

## 車站構造
此站是地面車站，設有1面2線的島式月台。此站早上和黃昏設有車站職員當值。站內設有櫃臺（只限平日早上和黃昏，以及星期六及假日日間），乘車站證明書發行機（1台）、廁所和自動販賣機（飲品）。日間列車每25分鐘一班，當時上行列車和下行列車於此站進行列車交會。

## 使用狀況
在2010年度的乘車人次為490人。
以下為近年1日平均上落、乘車人次列表：
| 年度   | 1日平均 乘車人次 | 1日平均 上下車人次 |
| ------ | ---------------- | ------------------ |
| 2010年 | 490              |                    |
| 2011年 |                  | 828                |
| 2012年 |                  | 967                |
| 2013年 |                  | 1,026              |
| 2014年 |                  | 1,220              |
| 2015年 |                  | 1,102              |
| 2016年 |                  |                    |
| 2017年 |                  |                    |
| 2018年 |                  | 1,157              |

## 車站周邊
此站鄰近AEON福島店和K's電機福島Powerful館等郊外商店。AEON和York Benimaru等郊外商店從車站步行約10分鐘即可到達。此站附近沒有便利店和超級市場。
- 福島第一醫院（靠近福島站、岩代清水站方向，在上松川站比較近）
- 笹谷東郵局
- 福島縣道3號福島飯坂線（日语：福島県道3号福島飯坂線）
- 福島縣道312號折戶笹谷線（日语：福島県道312号折戸笹谷線）

## 相鄰車站
福島交通
飯坂線
上松川－笹谷－櫻水

## 注腳
1. ↑  今尾惠介監修《日本鉄道旅行地図帳 2号 東北》（新潮社、2008年）
2. ↑  福島市公共交通活性化基本計画PDF（日語） - 福島市，2012年，22頁
3. ↑  國土數値情報(不同車站上落客數據)2011-2015年  （页面存档备份，存于）（日語） - 國土交通省，國土數値情報(不同車站上落客數據)2018年  （页面存档备份，存于） - 國土交通省，2019年9月3日參閲

## 外部連結
- 福島交通 - 飯坂線 笹谷站 （页面存档备份，存于）（日語）